# Wey Coffee 01
Le Coffee 01 est un SUV hybride rechargeable du constructeur automobile chinois Wey.

## Présentation
La Coffee 01 est présentée le 7 septembre 2021 lors de la première édition du salon de l'automobile de Munich.